# 丸山政也
丸山 政也（まるやま まさや、1973年 - ）は、日本の怪談作家。大正大学文学部文学科卒業。男性。長野県松本市出身、在住。

## 経歴
- 2011年 - 「もうひとりのダイアナ」で第3回『幽』怪談実話コンテスト大賞を受賞。
- 2012年4月 - 『怪談実話コンテスト傑作選3跫音』がメディアファクトリーより刊行。
- 2012年12月 - 『Mei（冥）』（メディアファクトリー）創刊号に「ハーフムーン」を書き下ろし。
- 2013年6月 - 『怪談実話 死神は招くよ』をメディアファクトリーから刊行。
- 2016年11月 - 『怪談五色　破戒』（アンソロジー）を竹書房より刊行。
- 2017年1月 - 『実話怪談　奇譚百物語』を竹書房より刊行。
- 2017年7月 - 『瞬殺怪談　斬』（アンソロジー）を竹書房より刊行。
- 2017年8月 - 『恐怖実話　奇想怪談』を竹書房より刊行。
- 2018年3月 - 『奇譚百物語　拾骨』を竹書房より刊行。
- 2018年4月 - 『ショート・ショート・アンソロジー　怪を編む』アミの会（仮）に参加、光文社より刊行。
- 2018年7月 - 『瞬殺怪談　刺』に参加、竹書房より刊行。
- 2018年8月 - 『長野の怖い話　亡霊たちは善光寺に現る』をＴＯブックスより刊行（一銀水生との共著）。
- 2019年1月 - 『奇譚百物語　死海』を竹書房より刊行。
- 2019年8月 - 『怪と幽』vol.2（KADOKAWA）　とびきり怪談実話コーナーに寄稿。
- 2019年9月 - 『世にも怖い実話怪談』（アンソロジー）を白夜書房より刊行。
- 2019年10月 - 『奇譚百物語　獄門』を竹書房より刊行。
- 2019年11月 - 『怪奇蒐集者　丸山政也』（DVD）を楽創舎より発売。
- 2020年4月 -  『怪談四十九夜 鬼気』（アンソロジー）を竹書房より刊行。
- 2020年7月 -  『瞬殺怪談　碌』（アンソロジー）を竹書房より刊行。
- 2020年10月 - 『奇譚百物語　鳥葬』を竹書房より刊行。
- 2020年11月 - 『エモ怖』を竹書房より刊行（松村進吉・鳴崎朝寝との共著）
- 2021年2月 -   『信州怪談』を竹書房より刊行。
- 2022年3月 -   『信州怪談 鬼哭編』を竹書房より刊行。
- 2023年7月 -   『投稿 瞬殺怪談』（アンソロジー）を竹書房より刊行。
- 2024年3月 -   『投稿 瞬殺怪談 怨速』（アンソロジー）を竹書房より刊行。
- 2024年7月 -   『怪談心中』を竹書房より刊行。
- 2025年1月 -   『怪談七変幻』（アンソロジー）を竹書房より刊行。

## 著書
- 『怪談実話コンテスト傑作選3 跫音』 (MF文庫ダ・ヴィンチ)　2012年4月23日、メディアファクトリー、監修:加門七海、東雅夫、平山夢明、福澤徹三/編、ISBN 978-4840145626
- 『怪談実話 死神は招くよ』（MF文庫ダ・ヴィンチ）2013年6月25日、メディアファクトリー、ISBN 978-4840152204
- 『怪談五色 破戒』（竹書房ホラー文庫）2016年11月29日、竹書房、ISBN 978-4801909281
- 『実話怪談 奇譚百物語』（竹書房ホラー文庫）2017年1月28日、竹書房、ISBN 978-4801909960
- 『瞬殺怪談 斬』（竹書房ホラー文庫) 2017年7月29日、竹書房、ISBN 978-4801911581
- 『恐怖実話 奇想怪談』（竹書房ホラー文庫）2017年8月29日、竹書房、ISBN 978-4801911888
- 『奇譚百物語 拾骨』（竹書房ホラー文庫）2018年3月29日、竹書房、ISBN 978-4801914100
- 『ショート・ショート・アンソロジー 怪を編む』アミの会（仮）（光文社文庫）2018年4月12日、光文社、ISBN 978-4334776329
- 『瞬殺怪談 刺』（竹書房ホラー文庫）2018年6月27日、竹書房 ISBN 978-4801915152
- 『長野の怖い話　亡霊たちは善光寺に現る』2018年8月25日、TOブックス ISBN 978-4864727181
- 『奇譚百物語 死海』（竹書房ホラー文庫）2019年1月28日、竹書房 ISBN 978-4801917439
- 『奇譚百物語 獄門』（竹書房怪談文庫）2019年10月28日、竹書房 ISBN 978-4801920446
- 『怪談四十九夜 鬼気』（竹書房怪談文庫）2020年4月27日、竹書房、編著：黒木あるじ、我妻俊樹、葛西俊和、黒史郎、神薫、田辺青蛙、つくね乱蔵、冨士玉女、丸山政也、吉田悠軌、ISBN 978-4801922556
- 『瞬殺怪談 碌』 (竹書房怪談文庫) 2020年7月29日、竹書房　ISBN 978-4801923430
- 『奇譚百物語　鳥葬』 (竹書房怪談文庫)  2020年10月29日、竹書房　ISBN 978-4801924321
- 『エモ怖』（竹書房怪談文庫）2020年11月27日、竹書房　ISBN 978-4801924673
- 『信州怪談』（竹書房文庫）2021年2月27日、竹書房　ISBN 978-4801925595
- 『信州怪談 鬼哭編』（竹書房文庫）2022年3月28日、竹書房　ISBN 978-4801930384
- 『投稿 瞬殺怪談』（竹書房文庫）2023年7月31日、竹書房　ISBN 978-4801936331
- 『投稿 瞬殺怪談 怨速』（竹書房文庫）2024年3月29日、竹書房  ISBN  978-4801939301